# Príncep del Brasil
|  | Aquest article tracta sobre un títol de la Corona Portuguesa. Si cerqueu el seu equivalent en l'Imperi del Brasil, vegeu «Príncep Imperial del Brasil». |

El títol de Príncep del Brasil és un títol nobiliari que fou utilitzat al Regne de Portugal, conferit normalment al príncep hereu de la casa reial, en substitució del de príncep de Portugal.
El títol va ser creat pel rei Joan IV de Portugal el 1645, substituint l'antic títol que s'havia utilitzat fins aleshores. en favor del seu primogènit Teodosi, al qual també se li va atorgar el títol de duc de Bragança.
Per Carta de Llei de 16 de desembre de 1815 es va refundar la monarquia, que va passar a anomenar-se Regne Unit de Portugal, el Brasil i l'Algarve, quelcom que va afectar també el nom del títol del príncep hereu, que va passar a tenir la mateixa denominació que el regne.
Amb la independència del Brasil, declarada el 1822, el títol va passar a formar part de la casa reial del Brasil, rebent el nom de Príncep Imperial del Brasil.

## Prínceps del Brasil
Usufructuaris portuguesos del títol
1. 1645-1653: Teodosi III de Bragança, duc de Bragança i príncep hereu del regne
2. 1653-1656: Alfons VI de Portugal, rei de Portugal
3. 1688: Joan de Bragança, príncep hereu del regne
4. 1689-1706: Joan V de Portugal, rei de Portugal
5. 1712-1714: Pere de Bragança, príncep hereu del regne
6. 1714-1750: Josep I de Portugal, rei de Portugal
7. 1750-1777: Maria I de Portugal, reina de Portugal
8. 1777-1788: Josep II de Bragança, duc de Bragança i príncep hereu del regne
9. 1788-1816: Joan VI de Portugal, rei de Portugal